# Áp suất nén
Trong vật lý, áp suất nén là một áp lực tác dụng trên một vật thể di chuyển qua chất lỏng, chất khí. Nó gây ra một lực kéo mạnh mẽ tác dụng lên vật thể. Áp suất nén được tính bằng:
{\displaystyle P=\rho v^{2}} 
Trong đó P là áp suất, {\displaystyle \rho } là mật độ của chất lỏng và v là vận tốc của vật thể. Ngoài ra, vật thể có thể đứng yên và v là vận tốc của chất lỏng, ví dụ trong trường hợp gió mặt trời.
Ví dụ, một thiên thạch đi qua bầu khí quyển của Trái Đất tạo ra sóng xung kích vì không khí ở phía trước của thiên thạch bị nén nhanh chóng. Chủ yếu là do áp suất nén (chứ không phải là ma sát) làm nóng không khí rồi sau đó không khí làm nóng thiên thạch khi nó xuyên qua không khí.
Trong trường hợp của một thiên hà di chuyển thông qua đám mây khí giữa các thiên hà, áp suất nén có khả năng lấy đi rất nhiều khí liên sao của thiên hà.